# Nucșoara
Nucşoara é uma comuna romena localizada no distrito de Argeş, na região de Muntênia. A comuna possui uma área de 437.09 km² e sua população era de 1562 habitantes segundo o censo de 2007.